# Arctia quadricothurnata
Arctia quadricothurnata är en fjärilsart som beskrevs av Smith 1953. Arctia quadricothurnata ingår i släktet Arctia och familjen björnspinnare. Inga underarter finns listade i Catalogue of Life.